# پارک سیمانگالسو وتلند
پارک سیمانگالسو وتلند (به لاتین: iSimangaliso Wetland Park) یک منطقه حفاظت‌شده در آفریقای جنوبی است که در کوازولو-ناتال واقع شده‌است.

## میراث جهانی
این پارک در فهرست میراث جهانی یونکسو ثبت شده است.